# Ekstaza

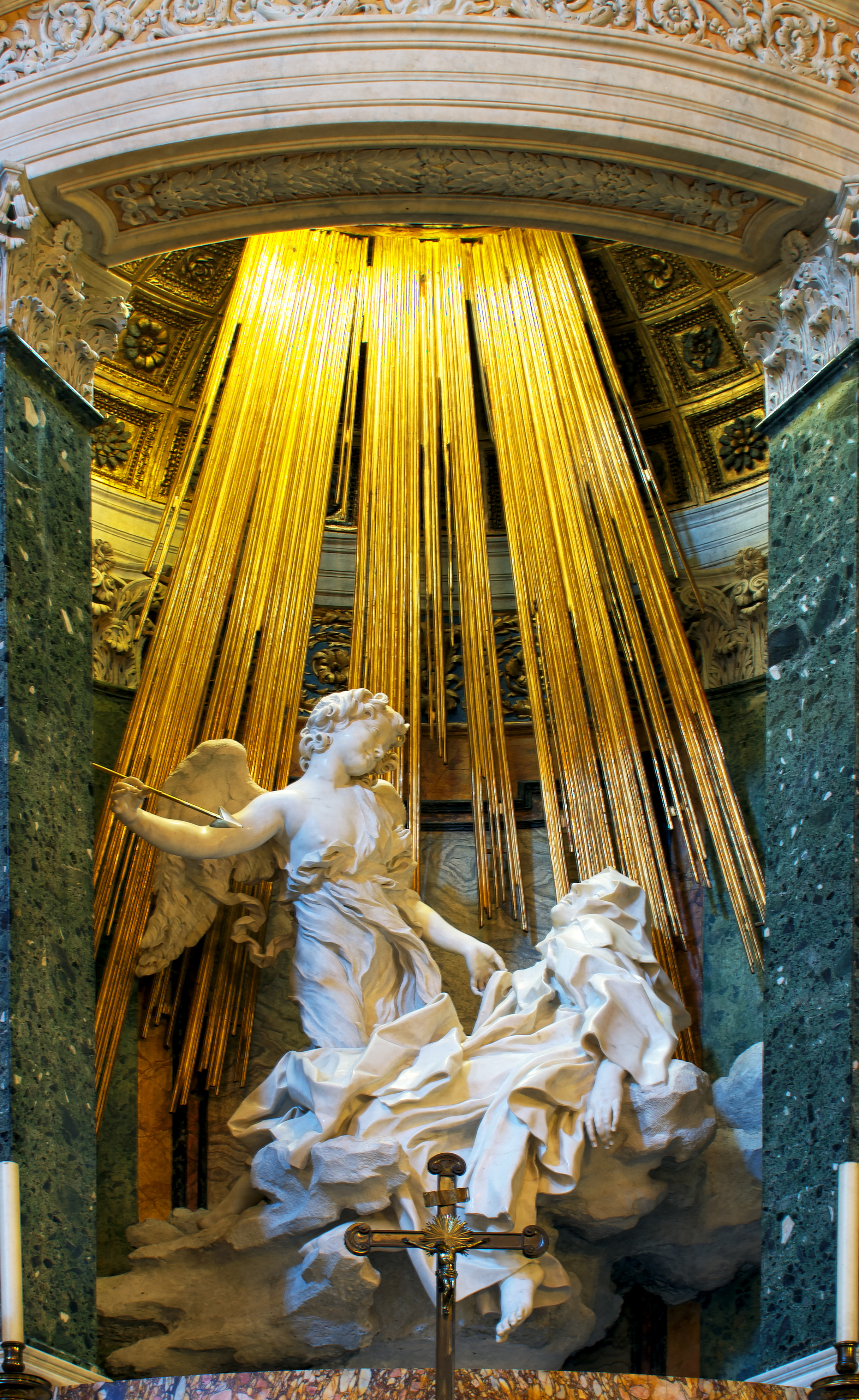
Rzeźba Berniniego przedstawiająca ekstazę św. Teresy. Kościół Santa Maria della Vittoria w Rzymie

Ekstaza (stgr. ἔκστασις (ekstasis), „bycie na zewnątrz siebie”) – wieloznaczne pojęcie, najczęściej odnoszące się do stanu człowieka, w którym działania i władze psychiki są tak zwrócone ku przedmiotowi poznania i pragnień, że osoba w mniejszym lub większym stopniu staje się niezdolna do odbierania i odczuwania zewnętrznych bodźców zmysłowych. Czasem interpretowane jako tzw. odmienne stany świadomości.
W systemach religii objawionych, które przyjmują dualizm antropologiczny osoby ludzkiej, np. w niektórych wyznaniach chrześcijańskich, zwłaszcza w katolicyzmie, rozumiana jest jako mistyczne wyjście (gr. ekstasis) duszy z ciała w doświadczeniu zjednoczenia z Bogiem w miłości (por. 2 Kor 12,1-4). W innym znaczeniu, w religiach naturalnych ekstazą określa się stany transowe, zaliczane do praktyk szamanistycznych.

## W starożytności
W europejskiej Starożytności ekstaza znana była we wszelkiego rodzaju kultach ekstatycznych. W Starożytności greckiej patronem kultów i praktyk ekstatycznych był Dionizos, bóg wina i winorośli, który stan upojenia zsyłał na uczestniczki swego orszaku korybanckiego. W przeciwieństwie do Heraklesa, patrona ascezy, Dionizos patronował przeżyciom najwyższej rozkoszy. Wyrocznia delficka, jeśli miała wieszczyć, również wprawiała się w stan ekstatyczny, wdychając wzbijające z dziury w ziemi opary.
Elementy ekstatyczne występują również w kulcie Attisa i Izydy. Także liturgia mitraistyczna zawiera przeżycia ekstatyczne w formie doświadczenia zjednoczenia się z bóstwem, które inkorporuje się w formie oddechu i wydechu.
Filozofowie greccy objaśniali, iż w ekstazie zachodzi ujednolicenie podmiotu poznającego i przedmiotu poznania. Jest ona warunkiem koniecznym umożliwiającym osiągnięcie poznania, którego  wieszczowie w sanktuariach i odwiedzający je pożądali. Celem ekstazy było osiągnięcie takiej jedności, która umożliwiła by zaistnienie poznania.

## W religiach naturalnych
Do transów ekstatycznych sięgają w swych w praktykach szamani religii animistycznych, pragnąc wejść w łączność z zaświatami i duchami, osiągnąć zdolność jasnowidzenia i uzdrawiania. Niektórzy szamani używają substancji halucynogennych jak pejotl, grzyby halucynogenne czy marihuana by osiągnąć ekstazę, inni jako pomocy używają środków takich jak rytuał, taniec i muzyka (przede wszystkim hipnotyzujące bębny).
Do doświadczenia ekstatycznego może dojść za sprawą bodźców sensorycznych, do których zaliczają się:
- substancje psychoaktywne,
- muzyka,
- różnego rodzaju dźwięki działające na półkule mózgowe,
- taniec (na przykład uprawiany przez derwiszów wirujących),
- śpiewy,
- efekty świetlne,
- napoje oszałamiające,
- hiperwentylacja,
- techniki seksualne (np. tantra).

## W judaizmie
W judaizme, Biblia Hebrajska zawiera opis ekstatycznej wizji otwartego nieba, która stała się udziałem patriarchy Jakuba podczas ucieczki przez Ezawem. Wizji ekstatycznych dostępowali też wielcy prorocy, np. Ezechiel (zob. Ez. 1). Apokaliptyka starotestamentowa w znacznej mierze odwołuje się do opisów doświadczenia ekstatycznego (zob. Księga Daniela). Praktyki ekstatyczne powracają w życiu religijnym chasydyzmu.

## W chrześcijaństwie
W teologii wyróżnia się trzy rodzaje ekstazy:
1. nadprzyrodzoną w dwóch formach: profetycznej, oraz mistycznej.  Ekstaza prorocka przejawia się w zawieszeniu zmysłów wewnętrznych i zewnętrznych, by nie zakłócały Bożego przesłania. Jest to łaska charyzmatyczna, darmo dana /(łac.)/ gratis data/ i nie wymaga szczególnej świętości. W ekstazie mistycznej, jej fizyczne i psychiczne  przejawy są jedynie widzialnym znakiem tego, co dokonuje się w duszy.
2. naturalną
3. demoniczną. Występuje ona, gdy z jakiegoś powodu, najczęściej w wyniku tzw. opętania, Demon ma wpływ na sferę zmysłową (wewnętrzną i zewnętrzną, zawieszając zmysły i wzbudzając w nich dowolne obrazy. Ekstaza demoniczna odbywa się jedynie w sferze psychofizycznej, gdyż z zasady demon nie ma bezpośredniego dostępu do intelektu i woli człowieka, nie ma możliwości dotarcia do głębi duszy. Skutki ekstazy demonicznej, po których można ją rozpoznać to m.in.: życie w grzechu, upodobanie w ekstazie, brak pamięci o tym, co się przeżywało, po jej ustaniu, zajmowanie miejsc przyciągających uwagę innych, pozostawanie w wielkim wewnętrznym zamieszaniu po ustaniu ekstazy, pobudzenie do złego lub do pozornego dobra, ale w złym celu.

Miarodajnym, wiarygodnym kryterium rozpoznania, do którego rodzaju należy dana ekstaza jest jej skutek, według słów Jezusa Po owocach ich poznacie – Łk 6, 44. O nadprzyrodzoności doświadczenia, ukazywanego przez zewnętrzne objawy psychosomatyczne, świadczy  uświęcające działanie Ducha Świętego, czyli wzrost danej osoby w cnotach teologalnych. Natomiast wszelkie środki i techniki, zmierzające do naturalnego wzbudzenia w sobie ekstazy nie zbliżają do Boga, odwrotnie powodują dezintegrację psychiki i życia duchowego.
W chrześcijaństwie ekstaza jest rozumiana jako doświadczenie należące do sfery duchowej miłości. Jest ono interwencją Boga, który podnosi człowieka do kontemplacji swego Boskiego Bytu.

### W Biblii
Już Jan Chrzciciel opisywany jest przez Ewangelie jako ascetyczny ekstatyk. Podczas chrztu w Jordanie Jezus ujrzał otwarte niebo (Mk 4) – podobny opis znajduje się w relacji o Przemienieniu Pańskim (Mk 9). Przeżyciem ekstatycznym Kościoła pierwotnego był dzień Pięćdziesiątnicy – chwila zesłania Ducha Świętego, od której Kościół zaczął swe dzieje. Z doświadczeniem ekstatycznym związane też były akty męczeństwa pierwszych chrześcijan, od św. Szczepana poczynając. Apostoł Paweł rozpoczął swą działalność jako chrześcijanin dzięki dostąpieniu ekstatycznej wizji Chrystusa na drodze do Damaszku. Doświadczenie ekstazy opisał w 2 Kor 12,1-4.

### Historia

#### Ojcowie Kościoła
Ojcowie Kościoła interpretowali głęboki sen Adama, w czasie którego Bóg utworzył Ewę, z opowiadania w Księdze Rodzaju 2,21, jako ekstazę. Była to interpretacja inspirowana starszą tradycją judaistyczną. Żydowski grecki przekład Biblii hebrajskiej Septuaginta sen z tego wersu przetłumaczył słowem ekstasis. W teologii patrystycznej sen Adama stał się symbolem, proroczą zapowiedzią śmierci Chrystusa na krzyżu. Jego bok, podobnie jak bok Adama, został otwarty. Wypłynęła zeń woda i krew, powodując duchowe narodziny Wspólnoty Kościoła – Oblubienicy Chrystusa, nowej Ewy. Stąd teologia patrystyczna mówiła o śnie Chrystusa na krzyżu, rozumiejąc go jako ekstazę, która daje życie nowej ludzkości.
Augustyn z Hippony (354–430), nauczając o wstępowaniu duszy do kontemplacyjnego doświadczenia obecności Boga, mówił o tym doświadczeniu w kategoriach ekstazy duszy, pozostawiającej dobra zmysłowe, by połączyć się z duchowym bytem Boga. Według niego, człowiek, mężczyźni i kobiety – w odróżnieniu od zwierząt  – mają zdolność do kontemplacji Boga dzięki temu, że w ich duszach rozumnych stworzony został obraz Trójcy Świętej, są więc capax Dei  – „zdolni /pojmować/ Boga”. Ponieważ, jednak, ludzkość ponosi konsekwencje grzechu pierworodnego – mimo tej wrodzonej potencjalnej zdolności do obcowania z Bogiem, doktor Kościoła uznawał konieczność łaski Chrystusa udzielanej poprzez Kościół, by faktycznie mogło dojść do kontemplacji Boga.
Ok. 500 r. Pseudo-Dionizy Areopagita stworzył zbiór pism teologicznych, w którym opisywał ekstazę jako wyjście z siebie i podniesienie do nadprzyrodzonego promienia boskich mroków.

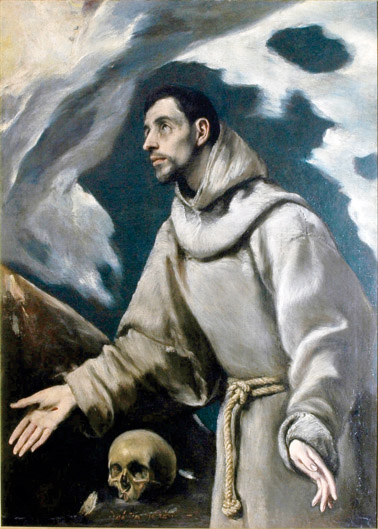
Ekstaza św. Franciszka. Obraz El Greca w zbiorach Muzeum Diecezjalnego w Siedlcach

#### Średniowiecze
Ekstaza jest zaliczana do zjawisk mistycznych. W średniowieczu znane są ekstazy np. Bernarda z Clairvaux i Franciszka z Asyżu. Bł. Rajmund z Kapui OP, biograf św. Katarzyny sieneńskiej, patronki Europy i doktora Kościoła, opisał stany ekstatyczne świętej jako skutek kontemplacji:

Jej duch był tak zanurzony w Stwórcy świata, że jej część zmysłowa przez większą część czasu była jakby w zawieszeniu. Z tysiąc razy byliśmy świadkami, o czym była mowa w pierwszej części, jak jej ramiona razem z dłońmi stawały się sztywne, że można by je raczej złamać, niż oderwać od trzymanego przedmiotu, w czasie kiedy trwała w kontemplacji. Oczy były całkiem zamknięte, uszy nie reagowały na najmocniejszy nawet dźwięk. Wszystkie zmysły były nieczynne.

#### Okres kontrreformacji
W XVI i XVII wieku, gdy w okresie kontrreformacji nastąpiło odrodzenie życia duchowego i mistycznego, zwłaszcza w środowisku karmelitańskim znana była ekstaza świętej Teresy oraz doświadczenia mistyczne Jana od Krzyża. Ten ostatni tak opisał ekstazę:

Zdarza się, że będąc rozpłomieniona miłością Bożą, dusza czuje, iż godzi w nią serafin grotem czy włócznią rozpaloną ogniem miłości i przeszywa ją, a rozpaloną już do żaru lub – by lepiej określić – do żywego płomienia, jeszcze rozpala w niepojęty sposób (Żywy płomień miłości, red. B, strofa 2,2-4.8).

#### Współcześnie
Współczesnym świętym, który doświadczył ekstazy przy otrzymaniu stygmatów był Pio z Pietrelciny.
Ekstazę często przeżywała św. Faustyna Kowalska, pisała o tym w swoim Dzienniczku:

Przez parę dni dusza moja była jakoby w ustawicznej ekstazie. Obecność Boża ani na chwilę nie opuszczała mnie. I dusza moja trwała w ustawicznym miłosnym złączeniu z Panem. Jednak nie przeszkadzało mi to do spełniania obowiązków. Czułam, że jestem przemieniona w miłość, płonęłam cała, ale bez [szkody]. Ustawicznie tonęłam w Bogu, Bóg mnie tak silnie i potężnie pociągał ku sobie, że chwilami nie zdawałam sobie sprawy, że jestem na ziemi. (Dzienniczek 142)

### Ekstaza a asceza
Osoby, które doświadczyły ekstazy zazwyczaj prowadziły intensywne życie duchowe. Podejmowały ascezę, niekiedy życie w pustelni, wśród czuwań, modlitw, umartwień i postów. Ponieważ jednak ekstaza w chrześcijaństwie jest rozumiana jako działanie Boże w człowieku, a nie działanie ludzkie, były to tylko środki przygotowawcze. Sama asceza jest doświadczeniem miłości – daru, który rozlewa w sercach Duch Święty (por. Rz 5,5). św. Paweł, opisując doświadczenie ekstazy, mówił o porwaniu:

Znam człowieka w Chrystusie, który przed czternastu laty – czy w ciele – nie wiem, czy poza ciałem – też nie wiem, Bóg to wie – został porwany aż do trzeciego nieba. I wiem, że ten człowiek – czy w ciele, nie wiem, czy poza ciałem, /też nie wiem/, Bóg to wie – został porwany do raju i słyszał tajemne słowa, których się nie godzi człowiekowi powtarzać (2 Kor 12,2-4).

Klasycznym przykładem ekstazy, ukazującym bierność osoby jej doznającej jest śmierć mistyczna. Doświadczeniem tym nie może ona sterować, gdyż doznaje bezwładu władz psychicznych, a w wyjątkowych przypadkach fizycznej śmierci.

### Śmierć mistyczna
Śmierć mistyczna, zwana także omdleniem mistycznym, lub śmiercią ewangeliczną, jest szczególnym rodzajem ekstazy, należącym do tzw. mistyki oblubieńczej, rozwijanej zwłaszcza w mistyce karmelitańskiej XVI w. przez Jana od Krzyża i Teresę z Avila. Polega ona na doznaniu śmierci w zjednoczeniu miłosnym z Bogiem przez duszę i umysł, z wszystkimi władzami. Opisała ją także Maria z Agredy w swej książce Mistyczne miasto Boże.
Jan od Krzyża opisał śmierć mistyczną w książce Żywy płomień miłości 1,29-36. Prawdą, o której świadczy to ekstatyczne doświadczenie jest, według doktora Kościoła to, że życie w ciele jest w rzeczywistości zasłoną, która oddziela od Boga i „uniemożliwia pełne zjednoczenie z Nim duszy”. Śmierć mistyczna została upowszechniona w znanym refrenie: Umieram, gdyż umrzeć nie mogę. Zasłona staje się słabsza wraz z wzrastającą miłością (Żywy Płomień, 1,29). Miłość, działając w duszy, nie może znieść, że „życie tak nędzne i nikłe nie pozwala jej żyć tym drugim, tak wzniosłym i mocnym” (Żywy Płomień, 1, 31). Osoba doznająca tej miłości gotowa jest umrzeć nie „śmiercią spowodowaną przez chorobę i wiek” (Żywy Płomień, 1,30), lecz przez „uderzenie i spotkanie miłości”, o wiele intensywniejsze i potężniejsze niż jakiekolwiek wcześniejsze doświadczenie miłości, zdolne „zerwać zasłonę”, odłączyć duszę od ciała. Śmierć takich dusz jest więc bardzo łagodna i słodsza jeszcze, niż było ich życie duchowe w ciągu ziemskich dni (Żywy Płomień, 1,30).
Pojęcie śmierci mistycznej doznało nadużycia w ideologii kwietyzmu. Dla duchowości katolickiej zrehabilitował je św. Paweł od Krzyża (zm. 1775).

## W islamie
W islamie Prorok Mahomet opisuje wiele przeżyć zachwycenia mistycznego czy podróży do nieba. Ekstaza występuje w praktykach ascetycznych sufich, uznawanych za przesłanki przeżyć ekstatycznych, ale w sufizmie ekstaza nie jest celem, lecz jedynie wehikułem pozwalającym zbliżyć się do Boga.

## W hinduizmie
W hinduizmie praktyki ekstatyczne pojawiły się w formie bhaktizmu – ruchu religijnego, który intelektualne poszukiwania zbawczej wiedzy zastąpił silną, mającą osobisty charakter więzią emocjonalną; abstrakcyjny brahman Upaniszadów pojawił się zatem w formie osobowych bóstw, z którymi człowiek próbował się zjednoczyć za pomocą praktyk religijnych o charakterze ekstatycznym.

## Ekstaza w psychologii
Psychologiczny opis stanów ekstatycznych, ze względu na ich niejednorodność i różnorodność kontekstów, jest uznawany za niezwykle trudne zadanie. Według W. Keilbacha stany te są udziałem zarówno ludzi psychicznie zdrowych jak i zaburzonych. Można je obserwować u epileptyków i schizofreników, w stanach maniakalno-depresyjnych oraz u osób przeżywających urojenia i halucynację.
Według Władysława Witwickiego takim przeżyciom sprzyja młody wiek, wrodzona dyspozycja oraz praktyki ascetyczne. W takich stanach występuje zacieśnienie pola świadomości, skupienie się wyłącznie na obcowaniu z Bogiem lub inną istotą nadprzyrodzoną. To obcowanie może być niezmysłowe, może się ograniczać do żywego, rozkosznego poczucia bliskiej obecności Boga lub którego świętego, ale bez pomocy wyobrażeń, może mieć także postać rozkosznej halucynacji, obejmującej jeden lub więcej zmysłów.
U osób zdrowych przeżywających stany ekstatyczne obserwuje się szereg zmian somatycznych, przyspieszenie lub spowolnienie akcji serca, zmiana rytmu oddechu i tempa metabolizmu, bladość, wypieki, bezruch wraz ze stężeniem mięśni, brak mimiki lub mimika nieadekwatna do sytuacji zewnętrznej, pocenie się, drżenie, obniżenie temperatury ciała.

### Narkotyki
Słowo to, w angielskim brzmieniu ecstasy, jest używane jako nazwa jednego lub mieszanki środków psychoaktywnych, który w czasie trwania sprawia głęboko pozytywne uczucia i empatię dla innych, usunięcie niepokoju i poczucie ogromnego odprężenia. Środek powoduje w organizmie zmiany, które są przyczyną m.in. poważnego odwodnienia, halucynacji, nudności i in. Po ustaniu działania środka (ok. 6 godzin), osoby, które go przyjęły doświadczają ostrych uczuć niepokoju, stanów paranoi oraz depresji – zależnie od osobowości. Badania naukowe wykazały powodowane przez narkotyk zmiany w połączeniach neuronów w mózgu, które trwale zaburzają działanie pewnych funkcji poznawczych.